# Cuja
Cuja je rijeka u Kolumbiji, pritoka rijeke Sumapaz. Pripada porječju rijeke Magdalene.